# Edmond Xhrouet
Pour les autres membres de la famille, voir Famille Xhrouet.
Edmond Xhrouet (Spa 1881 - Spa 1954) était peintre paysagiste régional belge, professeur à l'Académie de Spa et son directeur durant la Première Guerre mondiale.

## Biographie
Il fréquenta l'Académie de Liège en compagnie de Richard Heintz et sa facture impétueuse n'est pas sans rappeler celle du
Maître. Sa palette et son style sont énergiques.
Il a participé à l'exposition des Beaux-Arts de Spa en 1903, 1910 et 1911
Il était surnommé "Potiquet" car il se promenait partout dans la ville de Spa avec ses pots, pinceaux et couleurs.
Il fut le gendre d'Alfred Ledin (Spa, 1846-1913) également peintre de talent.